# 부첼라토

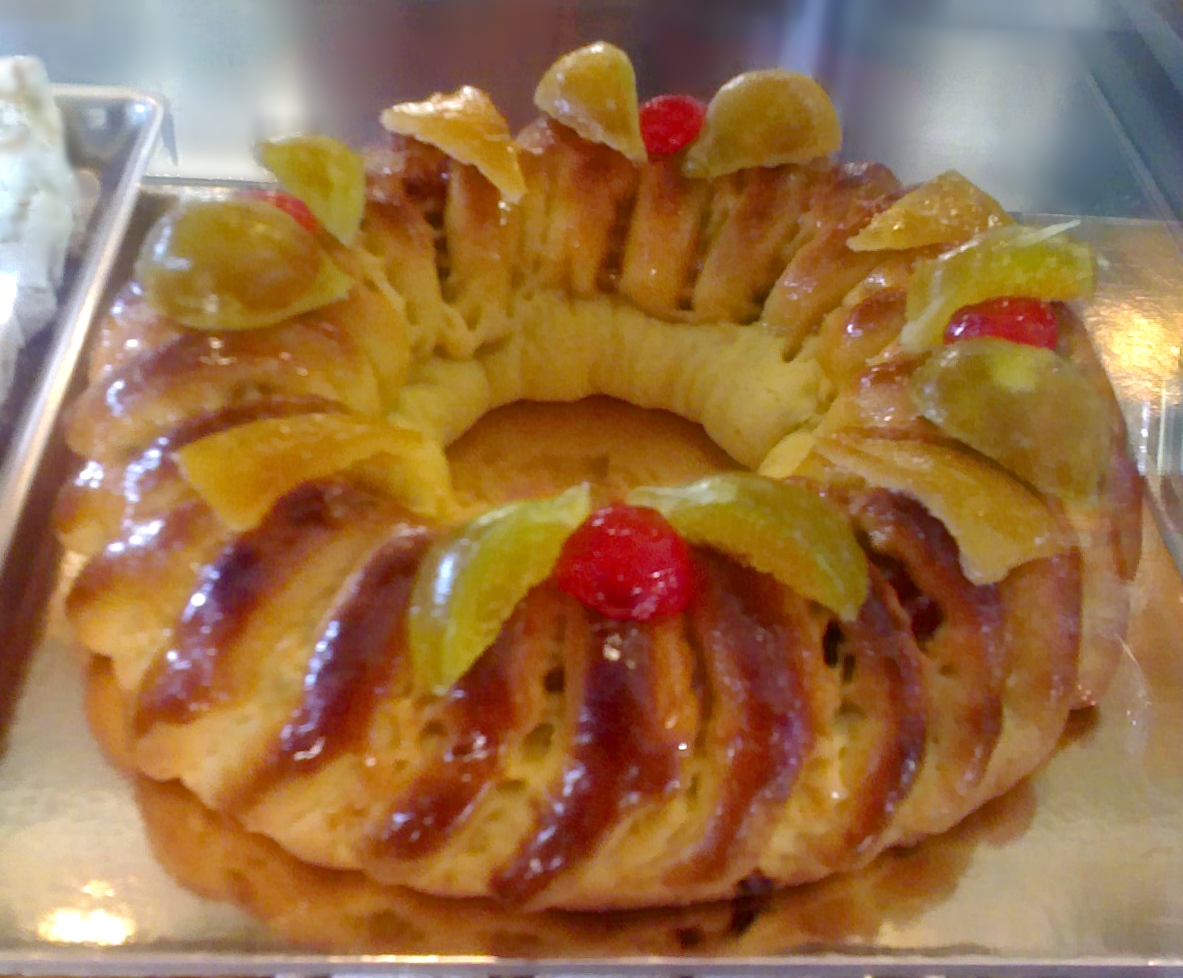
부첼라토

부첼라토(이탈리아어:Buccellato)는 시칠리아 요리의 일종으로 크리스마스에 먹는 케이크이다. 반지 모양의 원형 케이크이며 입안 가득이라는 뜻을 지닌 이태리어“buccella”에서 유래한다. 그 시작은 정확히 알려진 바가 없지만 시칠리아의 엔나 현에서 유래한 케이크로 추정된다.
과거에는 겨울을 맞아 무화과나 자두를 넣어서 먹는 과일 케이크였는데 말린 것도 쓴다. 크기는 일반 케이크처럼 크게 만들 수도, 작게 할 수도 있다. 행운과 복을 상징하기에 보통은 매우 크게 준비하지만 그 크기는 다양하여 작게 만들기도 한다.
전통적으로 부첼라토는 가족의 화합을 상징하는데 대부, 대모는 아이들에게 부첼라토를 주고 결혼식 때에 신부와 신랑 측의 들러리는 신부 부모님께 부첼라토를 드리기도 한다. 이는 부첼라토 자체가 여러 과일과 꿀 등을 넣어 식감이 풍부하기 때문에 추수와 번영을 상징하기 때문이기도 하다.
파스타치오나 호두와 같이 견과류를 장식(가니시)으로 올릴 수 있으며 도넛처럼 안에 구멍을 뚫린 것이 보통인데 스폰지케이크처럼 평평할수도 위에 무늬를 넣어 준비할 수도 있다. 가장 흔한 종류로 도넛 같이 둥그런 반지 모양인데 속에 여러 견과류를 넣는다. 아주 차갑게 먹지는 않으므로 커피나 차와 함께 먹는데 최장 1주일 동안 보관 가능하다.
시칠리아가 아닌 토스카나주의 루카에서 부첼라토는 지역을 대표하는 케이크이며 이를 Buccellato di Lucca라 부르는데 외형상으로 비슷하기는 하지만 크리스마스 음식은 아니다.